# Tord Wiksten

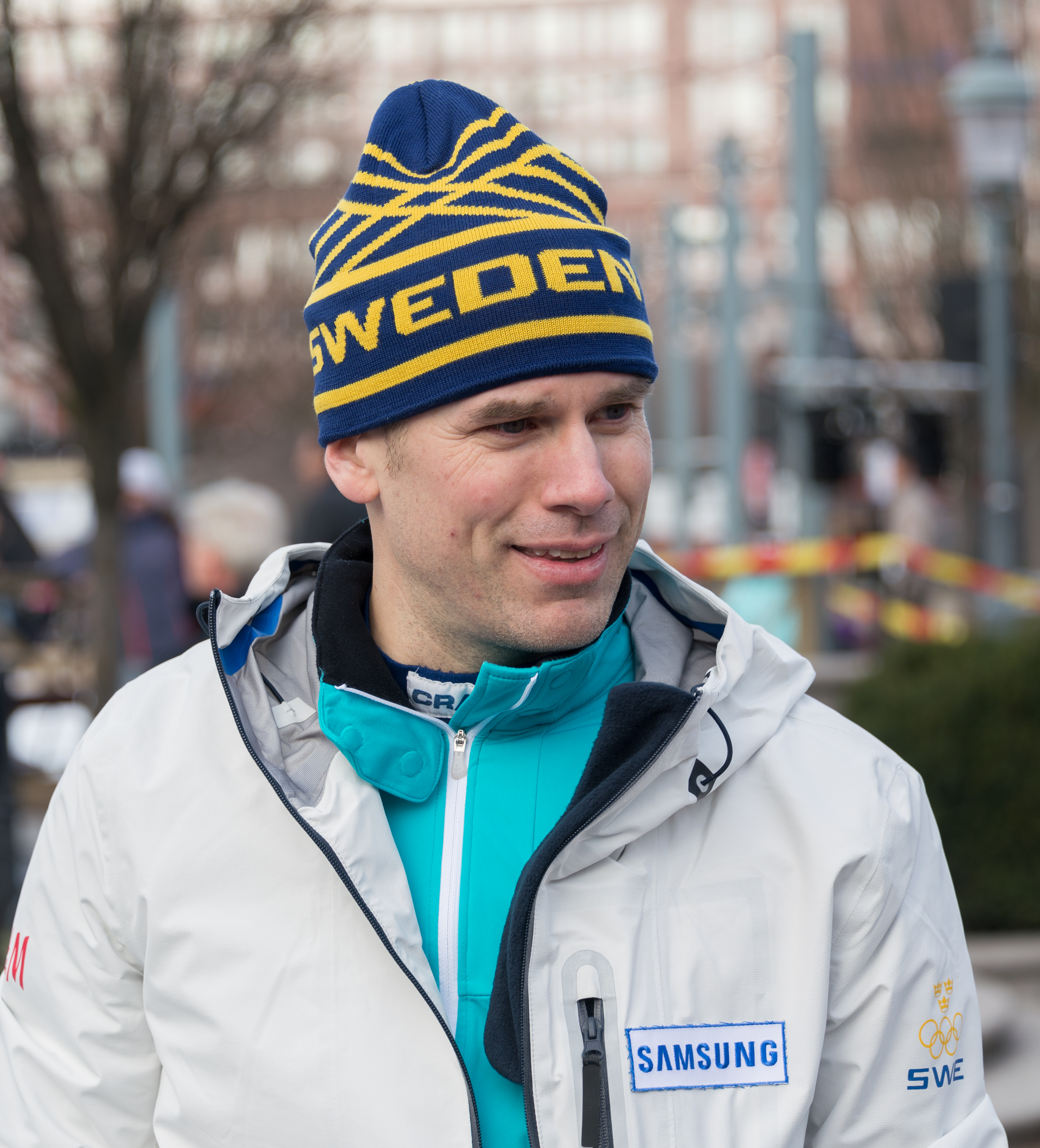
Tord Wiksten, 2015

Tord Wiksten (* 30. Juni 1971 in Byske) ist ein früherer schwedischer Biathlet und heutiger Teamoffizieller Schwedens.

## Leben
Tord Wiksten lebt in Torsby und trainierte in Östersund. Biathlon betrieb er seit 1981. Sein Heimatverein ist SK Bore. Seinen ersten großen Auftritt bei einer internationalen Veranstaltung hatte Wiksten bei den Olympischen Winterspielen 1992 in Albertville. Im Sprint wurde er 48. mit der schwedischen Staffel, zu der neben ihm Ulf Johansson, Leif Andersson und Mikael Löfgren gehörten, gewann er Olympiabronze. In Oberhof gewann er 1993 bei seinem ersten Weltcupeinsatz als 20. im Sprint erste Weltcuppunkte. Später wurde er bei seinem ersten Auftritt bei Biathlon-Weltmeisterschaften in Borowez Staffelsechster. Kurz darauf musste er fast zwei Jahre aufgrund einer Rückenverletzung aussetzen. Sein Comeback gab er 1995 in Östersund. Bestes Weltcupergebnis von Wiksten war 2001 ein zweiter Platz hinter Raphaël Poirée im Sprint von Oberhof.
An Weltmeisterschaften nahm Wiksten zwischen 1996 und 2000 fünfmal in Folge teil, ohne herausragende Ergebnisse zu erzielen. Nach 1992 nahm er 1998 und 2002 an Olympischen Spielen teil, auch hier ohne nennenswerte Erfolge. 2003 beendete er seine Karriere.

## Biathlon-Weltcup-Platzierungen
Die Tabelle zeigt alle Platzierungen (je nach Austragungsjahr einschließlich Olympische Spiele und Weltmeisterschaften).
- 1.–3. Platz: Anzahl der Podiumsplatzierungen
- Top 10: Anzahl der Platzierungen unter den ersten zehn (einschließlich Podium)
- Punkteränge: Anzahl der Platzierungen innerhalb der Punkteränge (einschließlich Podium und Top 10)
- Starts: Anzahl gelaufener Rennen in der jeweiligen Disziplin

| Platzierung | Einzel | Sprint | Verfolgung | Massenstart | Team | Staffel | Gesamt |
| ----------- | ------ | ------ | ---------- | ----------- | ---- | ------- | ------ |
| 1. Platz    |        |        |            |             |      |         |        |
| 2. Platz    |        | 1      |            |             |      |         | 1      |
| 3. Platz    |        |        |            |             |      | 1       | 1      |
| Top 10      |        | 1      |            |             |      | 18      | 19     |
| Punkteränge | 3      | 6      | 2          | 1           | 2    | 26      | 40     |
| Starts      | 25     | 53     | 26         | 1           | 2    | 27      | 134    |